# System Cronquista
System Cronquista – system klasyfikacji roślin okrytonasiennych. Został opracowany przez amerykańskiego botanika Arthura Cronquista (1919-1992) i opublikowany w jego dziełach: An Integrated System of Classification of Flowering Plants (1981) i The Evolution and Classification of Flowering Plants (1968, 2. wyd. 1988).
System Cronquista dzieli rośliny okrytonasienne na dwie szeroko ujęte klasy: jednoliścienne (5 podklas) i dwuliścienne (6 podklas). System według opracowania z 1981 roku liczy 321 rodziny i 64 rzędy.
System ten zyskał dużą popularność i przez kilka dziesięcioleci był jednym z najczęściej używanych systemów klasyfikacji okrytonasiennych. Rozwój filogenetyki w ostatnich latach XX wieku i na początku XXI wieku obnażył brak związku wielu wyróżnionych taksonów z ich relacjami filogenetycznymi. Wśród 59 rzędów złożonych z dwóch i więcej rodzin (tj. nie będących taksonami monotypowymi), aż 44 nie miało charakteru monofiletycznego. Wśród 273 rodzin zawierających dwa lub więcej rodzajów, 81 nie było taksonami monofiletycznymi. 

## Klasa:Magnoliopsida–dwuliścienne
1. Podklasa: Magnoliidae
  1. Rząd: Magnoliales
    1. Winteraceae
    2. Degeneriaceae
    3. Himantandraceae
    4. Eupomatiaceae
    5. Austrobaileyaceae
    6. Magnoliaceae
    7. Lactoridaceae
    8. Annonaceae
    9. Myristicaceae
    10. Canellaceae

  2. Rząd: Laurales
    1. Amborellaceae
    2. Trimeniaceae
    3. Monimiaceae
    4. Gomortegaceae
    5. Calycanthaceae
    6. Idiospermaceae
    7. Lauraceae
    8. Hernandiaceae

  3. Rząd: Piperales
    1. Chloranthaceae
    2. Saururaceae
    3. Piperaceae

  4. Rząd: Aristolochiales
    1. Aristolochiaceae

  5. Rząd: Illiciales
    1. Illiciaceae
    2. Schisandraceae

  6. Rząd: Nymphaeales
    1. Nelumbonaceae
    2. Nymphaeaceae
    3. Barclayaceae
    4. Cabombaceae
    5. Ceratophyllaceae

  7. Rząd: Ranunculales
    1. Ranunculaceae
    2. Circaeasteraceae
    3. Berberidaceae
    4. Sargentodoxaceae
    5. Lardizabalaceae
    6. Menispermaceae
    7. Coriariaceae
    8. Sabiaceae

  8. Rząd: Papaverales
    1. Papaveraceae
    2. Fumariaceae

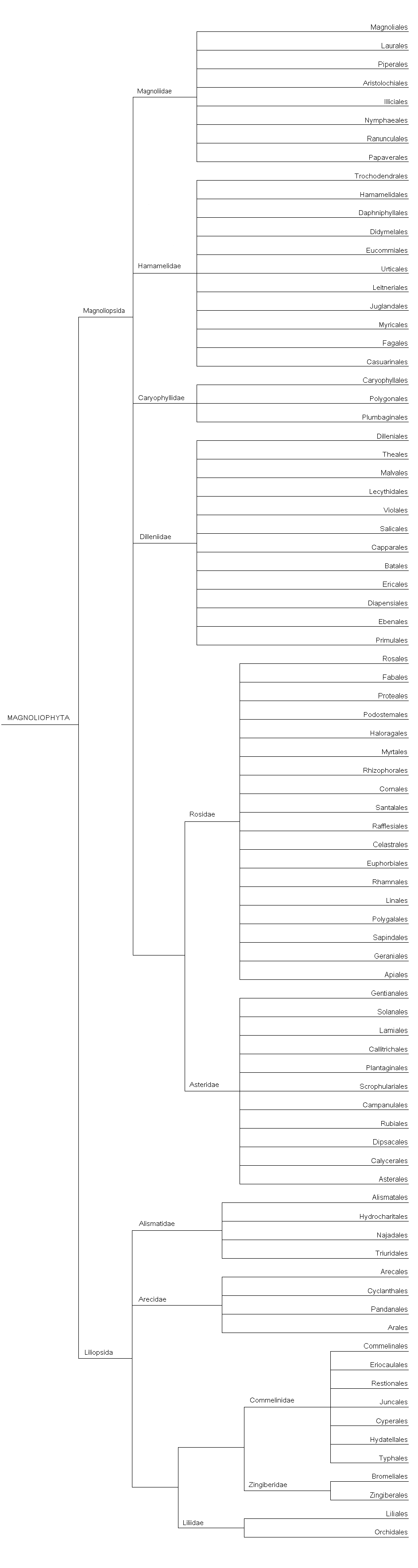
Diagram systemu Cronquista

1. Podklasa: Hamamelidae [sic: poprawnie Hamamelididae]
  1. Rząd: Trochodendrales
    1. Tetracentraceae
    2. Trochodendraceae

  2. Rząd: Hamamelidales
    1. Cercidiphyllaceae
    2. Eupteleaceae
    3. Platanaceae
    4. Hamamelidaceae
    5. Myrothamnaceae

  3. Rząd: Daphniphyllales
    1. Daphniphyllaceae

  4. Rząd: Didymelales
    1. Didymelaceae

  5. Rząd: Eucommiales
    1. Eucommiaceae

  6. Rząd: Urticales
    1. Barbeyaceae
    2. Ulmaceae
    3. Cannabaceae
    4. Moraceae
    5. Cecropiaceae
    6. Urticaceae

  7. Rząd: Leitneriales
    1. Leitneriaceae

  8. Rząd: Juglandales
    1. Rhoipteleaceae
    2. Juglandaceae

  9. Rząd: Myricales
    1. Myricaceae

  10. Rząd: Fagales
    1. Balanopaceae
    2. Ticodendraceae
    3. Fagaceae
    4. Nothofagaceae
    5. Betulaceae

  11. Rząd: Casuarinales
    1. Casuarinaceae

1. Podklasa: Caryophyllidae
  1. Rząd: Caryophyllales
    1. Phytolaccaceae
    2. Achatocarpaceae
    3. Nyctaginaceae
    4. Aizoaceae
    5. Didiereaceae
    6. Cactaceae
    7. Chenopodiaceae
    8. Amaranthaceae
    9. Portulacaceae
    10. Basellaceae
    11. Molluginaceae
    12. Caryophyllaceae

  2. Rząd: Polygonales
    1. Polygonaceae

  3. Rząd: Plumbaginales
    1. Plumbaginaceae

1. Podklasa: Dilleniidae
  1. Rząd: Dilleniales
    1. Dilleniaceae
    2. Paeoniaceae

  2. Rząd: Theales
    1. Ochnaceae
    2. Sphaerosepalaceae
    3. Sarcolaenaceae
    4. Dipterocarpaceae
    5. Caryocaraceae
    6. Theaceae
    7. Actinidiaceae
    8. Scytopetalaceae
    9. Pentaphylacaceae
    10. Tetrameristaceae
    11. Pellicieraceae
    12. Oncothecaceae
    13. Marcgraviaceae
    14. Quiinaceae
    15. Elatinaceae
    16. Paracryphiaceae
    17. Medusagynaceae
    18. Clusiaceae

  3. Rząd: Malvales
    1. Elaeocarpaceae
    2. Tiliaceae
    3. Sterculiaceae
    4. Bombacaceae
    5. Malvaceae

  4. Rząd: Lecythidales
    1. Lecythidaceae

  5. Rząd: Nepenthales
    1. Sarraceniaceae
    2. Nepenthaceae
    3. Droseraceae

  6. Rząd: Violales
    1. Flacourtiaceae
    2. Peridiscaceae
    3. Bixaceae
    4. Cistaceae
    5. Huaceae
    6. Lacistemataceae
    7. Scyphostegiaceae
    8. Stachyuraceae
    9. Violaceae
    10. Tamaricaceae
    11. Frankeniaceae
    12. Dioncophyllaceae
    13. Ancistrocladaceae
    14. Turneraceae
    15. Malesherbiaceae
    16. Passifloraceae
    17. Achariaceae
    18. Caricaceae
    19. Fouquieriaceae
    20. Hoplestigmataceae
    21. Cucurbitaceae
    22. Datiscaceae
    23. Begoniaceae
    24. Loasaceae

  7. Rząd: Salicales
    1. Salicaceae

  8. Rząd: Capparales
    1. Tovariaceae
    2. Capparaceae
    3. Brassicaceae
    4. Moringaceae
    5. Resedaceae

  9. Rząd: Batales
    1. Gyrostemonaceae
    2. Bataceae

  10. Rząd: Ericales
    1. Cyrillaceae
    2. Clethraceae
    3. Grubbiaceae
    4. Empetraceae
    5. Epacridaceae
    6. Ericaceae
    7. Pyrolaceae
    8. Monotropaceae

  11. Rząd: Diapensiales
    1. Diapensiaceae

  12. Rząd: Ebenales
    1. Sapotaceae
    2. Ebenaceae
    3. Styracaceae
    4. Lissocarpaceae
    5. Symplocaceae

  13. Rząd: Primulales
    1. Theophrastaceae
    2. Myrsinaceae
    3. Primulaceae

1. Podklasa: Rosidae
  1. Rząd: Rosales
    1. Brunelliaceae
    2. Connaraceae
    3. Eucryphiaceae
    4. Cunoniaceae
    5. Davidsoniaceae
    6. Dialypetalanthaceae
    7. Pittosporaceae
    8. Byblidaceae
    9. Hydrangeaceae
    10. Columelliaceae
    11. Grossulariaceae
    12. Greyiaceae
    13. Bruniaceae
    14. Anisophylleaceae
    15. Alseuosmiaceae
    16. Crassulaceae
    17. Cephalotaceae
    18. Saxifragaceae
    19. Rosaceae
    20. Neuradaceae
    21. Crossosomataceae
    22. Chrysobalanaceae
    23. Surianaceae
    24. Rhabdodendraceae

  2. Rząd: Fabales
    1. Mimosaceae
    2. Caesalpiniaceae
    3. Fabaceae

  3. Rząd: Proteales
    1. Elaeagnaceae
    2. Proteaceae

  4. Rząd: Podostemales
    1. Podostemaceae

  5. Rząd: Haloragales
    1. Haloragaceae
    2. Gunneraceae

  6. Rząd: Myrtales
    1. Sonneratiaceae
    2. Lythraceae
    3. Penaeaceae
    4. Crypteroniaceae
    5. Thymelaeaceae
    6. Trapaceae
    7. Myrtaceae
    8. Punicaceae
    9. Onagraceae
    10. Oliniaceae
    11. Melastomataceae
    12. Combretaceae

  7. Rząd: Rhizophorales
    1. Rhizophoraceae

  8. Rząd: Cornales
    1. Alangiaceae
    2. Nyssaceae
    3. Cornaceae
    4. Garryaceae

  9. Rząd: Santalales
    1. Medusandraceae
    2. Dipentodontaceae
    3. Olacaceae
    4. Opiliaceae
    5. Santalaceae
    6. Misodendraceae
    7. Loranthaceae
    8. Viscaceae
    9. Eremolepidaceae
    10. Balanophoraceae

  10. Rząd: Rafflesiales
    1. Hydnoraceae
    2. Mitrastemonaceae
    3. Rafflesiaceae

  11. Rząd: Celastrales
    1. Geissolomataceae
    2. Celastraceae
    3. Hippocrateaceae
    4. Stackhousiaceae
    5. Salvadoraceae
    6. Aquifoliaceae
    7. Icacinaceae
    8. Aextoxicaceae
    9. Cardiopteridaceae
    10. Corynocarpaceae
    11. Dichapetalaceae

  12. Rząd: Euphorbiales
    1. Buxaceae
    2. Simmondsiaceae
    3. Pandaceae
    4. Euphorbiaceae

  13. Rząd: Rhamnales
    1. Rhamnaceae
    2. Leeaceae
    3. Vitaceae

  14. Rząd: Linales
    1. Erythroxylaceae
    2. Humiriaceae
    3. Ixonanthaceae
    4. Hugoniaceae
    5. Linaceae

  15. Rząd: Polygalales
    1. Malpighiaceae
    2. Vochysiaceae
    3. Trigoniaceae
    4. Tremandraceae
    5. Polygalaceae
    6. Xanthophyllaceae
    7. Krameriaceae

  16. Rząd: Sapindales
    1. Staphyleaceae
    2. Melianthaceae
    3. Bretschneideraceae
    4. Akaniaceae
    5. Sapindaceae
    6. Hippocastanaceae
    7. Aceraceae
    8. Burseraceae
    9. Anacardiaceae
    10. Julianiaceae
    11. Simaroubaceae
    12. Cneoraceae
    13. Meliaceae
    14. Rutaceae
    15. Zygophyllaceae

  17. Rząd: Geraniales
    1. Oxalidaceae
    2. Geraniaceae
    3. Limnanthaceae
    4. Tropaeolaceae
    5. Balsaminaceae

  18. Rząd: Apiales
    1. Araliaceae
    2. Apiaceae

1. Podklasa: Asteridae
  1. Rząd: Gentianales
    1. Loganiaceae
    2. Retziaceae
    3. Gentianaceae
    4. Saccifoliaceae
    5. Apocynaceae
    6. Asclepiadaceae

  2. Rząd: Solanales
    1. Duckeodendraceae
    2. Nolanaceae
    3. Solanaceae
    4. Convolvulaceae
    5. Cuscutaceae
    6. Menyanthaceae
    7. Polemoniaceae
    8. Hydrophyllaceae

  3. Rząd: Lamiales
    1. Lennoaceae
    2. Boraginaceae
    3. Verbenaceae
    4. Lamiaceae

  4. Rząd: Callitrichales
    1. Hippuridaceae
    2. Callitrichaceae
    3. Hydrostachyaceae

  5. Rząd: Plantaginales
    1. Plantaginaceae

  6. Rząd: Scrophulariales
    1. Buddlejaceae
    2. Oleaceae
    3. Scrophulariaceae
    4. Globulariaceae
    5. Myoporaceae
    6. Orobanchaceae
    7. Gesneriaceae
    8. Acanthaceae
    9. Pedaliaceae
    10. Bignoniaceae
    11. Mendonciaceae
    12. Lentibulariaceae

  7. Rząd: Campanulales
    1. Pentaphragmataceae
    2. Sphenocleaceae
    3. Campanulaceae
    4. Stylidiaceae
    5. Donatiaceae
    6. Brunoniaceae
    7. Goodeniaceae

  8. Rząd: Rubiales
    1. Rubiaceae
    2. Theligonaceae

  9. Rząd: Dipsacales
    1. Caprifoliaceae
    2. Adoxaceae
    3. Valerianaceae
    4. Dipsacaceae

  10. Rząd: Calycerales
    1. Calyceraceae

  11. Rząd: Asterales
    1. Asteraceae

## Klasa:Liliopsida–jednoliścienne
1. Podklasa: Alismatidae
  1. Rząd: Alismatales
    1. Butomaceae
    2. Limnocharitaceae
    3. Alismataceae

  2. Rząd: Hydrocharitales
    1. Hydrocharitaceae

  3. Rząd: Najadales
    1. Aponogetonaceae
    2. Scheuchzeriaceae
    3. Juncaginaceae
    4. Potamogetonaceae
    5. Ruppiaceae
    6. Najadaceae
    7. Zannichelliaceae
    8. Posidoniaceae
    9. Cymodoceaceae
    10. Zosteraceae

  4. Rząd: Triuridales
    1. Petrosaviaceae
    2. Triuridaceae

1. Podklasa: Arecidae
  1. Rząd: Arecales
    1. Arecaceae

  2. Rząd: Cyclanthales
    1. Cyclanthaceae

  3. Rząd: Pandanales
    1. Pandanaceae

  4. Rząd: Arales
    1. Acoraceae
    2. Araceae
    3. Lemnaceae

1. Podklasa: Commelinidae
  1. Rząd: Commelinales
    1. Rapateaceae
    2. Xyridaceae
    3. Mayacaceae
    4. Commelinaceae

  2. Rząd: Eriocaulales
    1. Eriocaulaceae

  3. Rząd: Restionales
    1. Flagellariaceae
    2. Joinvilleaceae
    3. Restionaceae
    4. Centrolepidaceae

  4. Rząd: Juncales
    1. Juncaceae
    2. Thurniaceae

  5. Rząd: Cyperales
    1. Cyperaceae
    2. Poaceae

  6. Rząd: Hydatellales
    1. Hydatellaceae

  7. Rząd: Typhales
    1. Sparganiaceae
    2. Typhaceae

1. Podklasa: Zingiberidae
  1. Rząd: Bromeliales
    1. Bromeliaceae

  2. Rząd: Zingiberales
    1. Strelitziaceae
    2. Heliconiaceae
    3. Musaceae
    4. Lowiaceae
    5. Zingiberaceae
    6. Costaceae
    7. Cannaceae
    8. Marantaceae

1. Podklasa: Liliidae
  1. Rząd: Liliales
    1. Philydraceae
    2. Pontederiaceae
    3. Haemodoraceae
    4. Cyanastraceae
    5. Liliaceae
    6. Iridaceae
    7. Velloziaceae
    8. Aloeaceae
    9. Agavaceae
    10. Xanthorrhoeaceae
    11. Hanguanaceae
    12. Taccaceae
    13. Stemonaceae
    14. Smilacaceae
    15. Dioscoreaceae

  2. Rząd: Orchidales
    1. Geosiridaceae
    2. Burmanniaceae
    3. Corsiaceae
    4. Orchidaceae

## Literatura
- Cronquist A. 1981. An Integrated System of Classification of Flowering Plants. Columbia University Press, New York.
- Cronquist A. 1988. The Evolution and Classification of Flowering Plants. Wyd 2. New York Botanical Garden Press, Bronx, New York. ISBN 0-89327-332-5
- Reveal J. L: Cronquist System of Angiosperm Classification. [w:] PBIO 250 Lecture Notes: Plant Taxonomy [on-line]. Department of Plant Biology, University of Maryland, 1999. [dostęp 2006-07-26]. (ang.).